# Campeonato Profesional 1959
Il Campeonato Profesional 1959 fu la 12ª edizione della massima serie del campionato colombiano di calcio, e fu vinta dal Millonarios.

## Avvenimenti
Tornano a disputare il campionato Deportivo Cali, Independiente Medellín (dopo aver partecipato all'edizione precedente cedendo i propri giocatori all'Atlético Nacional) e Unión Magdalena; viene sciolto l'Atlético Manizales. José Giarrizzo (Bucaramanga) e Juan Manuel López (Deportivo Cali) riescono a segnare 5 gol in un solo incontro, mentre in due occasioni il capocannoniere Felipe Marino realizza 4 reti in una partita. Il torneo si svolge su quattro turni (due volte andata e due volte ritorno).

## Partecipanti
- América de Cali
- Atlético Bucaramanga
- Atlético Nacional
- Cúcuta Deportivo
- Deportes Quindío
- Deportes Tolima
- Deportivo Cali
- Deportivo Pereira
- Independiente Medellín
- Millonarios
- Santa Fe
- Unión Magdalena

## Classifica finale
|                     | Pos. | Squadra                | Pt | G  | V  | N  | P  | GF | GS | DR  |
| ------------------- | ---- | ---------------------- | -- | -- | -- | -- | -- | -- | -- | --- |
| Colombia (bandiera) | 1.   | Millonarios            | 58 | 44 | 22 | 14 | 8  | 85 | 52 | 33  |
|                     | 2.   | Independiente Medellín | 52 | 44 | 20 | 12 | 12 | 84 | 65 | +19 |
|                     | 3.   | Deportivo Cali         | 50 | 44 | 18 | 14 | 12 | 79 | 64 | +15 |
|                     | 4.   | Deportivo Pereira      | 46 | 43 | 18 | 10 | 15 | 94 | 91 | +3  |
|                     | 5.   | Atlético Nacional      | 42 | 43 | 16 | 10 | 17 | 87 | 87 | 0   |
|                     | 6.   | Cúcuta Deportivo       | 42 | 44 | 13 | 16 | 15 | 80 | 85 | -5  |
|                     | 7.   | Atlético Bucaramanga   | 41 | 44 | 15 | 11 | 18 | 69 | 76 | -7  |
|                     | 8.   | Santa Fe               | 40 | 42 | 14 | 12 | 16 | 76 | 68 | +8  |
|                     | 9.   | Deportes Quindío       | 40 | 44 | 13 | 14 | 17 | 60 | 70 | -10 |
|                     | 10.  | Unión Magdalena        | 38 | 44 | 13 | 12 | 19 | 51 | 72 | -21 |
|                     | 11.  | Deportes Tolima        | 38 | 44 | 12 | 14 | 18 | 78 | 95 | -17 |
|                     | 12.  | América de Cali        | 37 | 44 | 12 | 13 | 19 | 71 | 89 | -18 |

Legenda:
         Campione di Colombia 1959 e qualificato alla Coppa Libertadores 1960
Note:
Due punti a vittoria, uno a pareggio, zero a sconfitta.

## Statistiche

### Primati stagionali
Record
- Maggior numero di vittorie: Millonarios (22)
- Minor numero di sconfitte: Millonarios (8)
- Miglior attacco: Deportivo Pereira (94 reti fatte)
- Miglior difesa: Millonarios (52 reti subite)
- Miglior differenza reti: Millonarios (+33)
- Maggior numero di pareggi: Cúcuta (16)
- Minor numero di vittorie: Deportes Tolima, América (12)
- Maggior numero di sconfitte: América, Unión Magdalena (19)
- Peggiore attacco: Unión Magdalena (51 reti fatte)
- Peggior difesa: América, Deportes Tolima (95 reti subite)
- Peggior differenza reti: Unión Magdalena (-21)
- Partita con più reti: Atlético Bucaramanga-América 6-3; Atlético Nacional-Independiente Medellín 7-2; Deportivo Pereira-Deportes Tolima 5-4

### Classifica marcatori
| Gol |  |  | Giocatore         | Squadra                                 |
| --- |  |  | ----------------- | --------------------------------------- |
| 35  |  |  | Felipe Marino     | Cúcuta Deportivo Independiente Medellín |
| 26  |  |  | Oswaldo Pazzuto   | Santa Fe                                |
| 25  |  |  | Eusebio Escobar   | Deportivo Pereira                       |
| 24  |  |  | Casimiro Ávalos   | Deportivo Pereira                       |
| 22  |  |  | Camilo Cerviño    | Deportivo Cali                          |
| 22  |  |  | Eladio Álvarez    | Atlético Nacional                       |
| 21  |  |  | Juan Manuel López | Deportivo Cali                          |
| 20  |  |  | José Giarrizzo    | Atlético Bucaramanga                    |
| 20  |  |  | Walter Marcolini  | Millonarios                             |
| 19  |  |  | Luis Miloc        | Cúcuta Deportivo                        |